# Eubeja
Eubeja (novogrčki: Εύβοια - Évia - starogrčki: Εὔβοια ) je drugi po veličini grčki otok nakon  Krete. 
Otok je odvojen od grčkog kopna uskim tjesnacem Evripos, koji je toliko uzak da morska struja u njemu svakih šest sati mijenja smjer.
Vanjski oris otoka sličan morskom konjiću, otok je dug 150 km, a na najširem dijelu ima 50 km, do svega 6 km na najužem dijelu. 
Otok se proteže u Egejskom moru u smjeru sjeverozapad - jugoistok, kroz čitav otok protežu se gore koje su sastavni dio planinskog lanca koji ide od Tesalije na istoku, te se nastavlja preko Eubeje na jug, na otoke Andros, Tinos i Mikonos.

## Zemljopisne osobine
Za Eubeju neki drže da je bila dio kopna, od kojeg se razdvojila potresom.
Sjeverni krak otoka odvojen je od Tesalije, uskim Euriposov kanalom, koji je na najužem dijelu širok svega 40 metara,
Okolica grada Halkide, je toliko zatvorena i sa sjevera i juga, da se mitološka  priča o zarobljenoj Agamemnonovoj   floti bez daška vjetra čini potpuno uvjerljiva. Kod Halkide  je najuži tjesnac i zove se Euripos. Morske struje teču u Tjesnacu Euripos brzo i jako poput rijeke, čas u jednom smjeru, pa zatim u potpuno suprotnom.
Most kod grada Halkide prvi put je podignut dvadeset prve godine za Peloponeskog rata (410. god. pr. Kr.). Ime Euripos razvilo se tijekom srednjeg vijeka u Evripo pa zatim u Egripo tako se zvao cijeli otok. 
Kasnije je Mletačka Republika, zaposjela taj dio otoka i nazvala ga  Negroponte, mislivši pritom prvenstveno na most koji je iz grada vodio na kopno.
Veće planine na otoku su; Dirphis (1,745 m), Piksarija (1,341 m) na sjeveroistoku i Planina Oki  (1,394). 
Veći zaljevi na i oko otoka su; Pagasetički zaljev (na sjeveru otoka), Zaljev Maliakos i Sjeverni Eubejski zaljev (na zapadu otoka), Eubejski zaljev (Eubejsko more) i Zaljev Petalion. 

## Povijest
Poput mnogih drugih grčkih otoka i Eubeja je za antike bila poznata pod drugim imenima, kao; Macris i  Doliche zbog svog oblika ili pak, Elopia i Abantis zbog plemena koja su je nastanjivali. 
Povijest otoka vezana je većim dijelom uz povijest dvaju glavnih otočkih naselja Halkide i Eretrije. Oba naselja bila su Jonske kolonije iz Atike, a njihova važnost u ranoj grčkoj povijesti bila je velika, jer su oni pak osnovali svoje brojne kolonije po  Velikoj Grčkoj i Siciliji, poput; Cumae i Rhegiuma. Oni su osnovali i brojne kolonije po  makedonskoj obali. 
Na taj način su stanovnici Eubeje otvarali nove trgovačke putove i širili zapadnu civilizaciju.
Snaga trgovačkih kolonija Eubeje bila je tolika da su i Atenjani sve do Solona upotrebljavali eubejske mjere i utege.
To su bili rivalski gradovi, jednake snage na samom početku -  jedna od prvih pomorskih bitaka zabilježenih u grčkoj povijesti zbila se je između ta dva grada.
490. pr. Kr. grad Eretria je razoren do temelja, a njegovo stanovništvo preseljeno u Perzijsko Carstvo. Grad je obnovljen nakon Bitke kod Maratona, na mjestu koje je bilo malo dalje od prvobitnog naselja. Eretria nikad više nije povratila staru slavu, ali je i nadalje bila drugo naselje na otoku.
Od tada nadalje susjedno naselje Halkida preuzima vodeću ulogu. 506. pr. Kr.  Halkiđane su pobijedili Atenjani, koji su na otok naselili 4 000 naseljenika iz Atike, i na taj način sputali otočku neovisnost.
Ponovno je  446. pr. Kr. samostalnost otoka sputana od strane Perikla, koji je osnovao novo naselje na sjeveru otoka Histiaea. 
Atenjani su dominirali Eubejom i nastojali je držati pod svojom kontrolom prvenstveno da osiguraju plovnost do svog grada.
Od 410. pr. Kr. otok je ponovno nezavistan. Nakon toga otočani su mijenjali strane u grčkim sukobima, ovisno o tome tko je bio moćniji, sve do Bitke kod Heroneje (338. pr. Kr.), kad je potpao pod vlast makedonskog kralja Filipa II. Makedonskog, a nakon toga Rimljana.
1157. godine, obalni gradovi Eubeje su razoreni za napada sicilijanskih Normana.

### Eubeja u novom dobu
Eubeja je postala poznata za vrijeme  Četvrtog križarskog rata, nakon podjele na Istočno Rimsko Carstvo i Latinsko Carstvo, otok je podjeljen na trećine (trijumvirat Negroponte) kojim su upravljale lombardijske obitelji, te je s vremenom podpala pod mletačku vlast kao dio Mletačkih prekomorskih posjeda.  
12. srpnja 1470., godine nakon žestoke obrane, tada dobro utvrđeni grad Halkida (tadašnji Negroponte) pao je pod napadima Mehmeda II., a nakon njega i cijeli otok pod vlast Osmanskog Carstva. 
Otok se tada zvao Eğriboz od 1470.  do 1830. godine. Nakon završetka Grčkog rata za neovisnost 1830. godine, otok Eubeja ušao je u sastav novoustanovljene Kraljevine Grčke.
Eubeja je danas povezana s grčkim kopnom s dva mosta, jednim koji ide kroz grad Halkidu i drugim koji zaobilazi Halkidu, oba dva mosta su viseća. 
Dana 14. listopada 2008., otok je pogodio razorni potres od 6.6 Richterove ljestvice.

## Stanovništvo
Pored većinskog grčkog stanovništva na Eubeji žive i dvije značajne manjine još od
srednjeg vijeka: Arvaniti ( albanskog porijekla) i Vlasi. Arvaniti žive pretežno u južnom dijelu otoka danas najviše koncentrirani oko Rta Kafireas, poznatog i kao Cavo D'Oro, gdje se jezik te manjine Arvanitika govori u okolnim selima. 
Arvaniti su naselili Eubeju u 14. st. za  mletačke vladavine nad otokom. 
Otočki Vlasi su najvećim dijelom asimilirani od većinskog grčkog stanovništva, manji neasimilirani dio živi na gorovitom središnjem i sjevernom dijelu otoka. Vlaški jezik ne govori se danas kao nekad ( još u 19. st. bilo je puno govornika). 
Na Eubeji je nekoć živjela i velika zajednica Sarakačana koji su se na otok preselili iz središnje Grčke i  Epira početkom 19. st. i naselili oko gradova Mandoudi i Agia Anna. 
Po popisu stanovništva iz 2001 god.  otok je imao 198,130 stanovnika na 3,684.848 km².

## Gospodarstvo
Na Eubeji postoje rudnici magnezita kod mjesta Mantoudi i Limnija, lignita kod Aliverija i željeza i nikla kod mjesta Dipris. Na otoku postoje i kamenolomi s finim mramorom  3 km sjeverno od grada Eretria, ovdje se vadi i slavni Mramor iz Halkide. 
Na Eubeji se vadi i azbest na sjeveroistoku otoka kod mjesta Caristus na planini Oki.
Na Eubeji rastu velike šume pitomog kestena.

### Općine, naselja i stanovništvo
Vidi Prefektura Eubeja.

## Vanjske poveznice
- Službene stranice